# I, Roommate
«I, Roommate» (укр. «Я, співмешканець») — третя серія першого сезону анімаційного серіалу «Футурама», що вийшла в ефір у Північній Америці 6 квітня 1999 року.
Автор сценарію: Ерік Горстед.
Режисер: Брет Гааланд.
Прем'єра в Україні відбулася 21 квітня 2007 року.

## Сюжет
Фрай, який не має власної квартири, змушений мешкати в приміщенні «Міжпланетного експреса», заважаючи нормальній роботі офісу. Після того, як Фрай з'їдає іншопланетну мумію професора, прийнявши її за в'ялене м'ясо, йому пропонують підшукати собі інше помешкання. Спершу Фрай переїжджає до квартири Бендера, яка виявляється камерою, об'ємом 2 кубічних метри. Різниця в розумінні особистої гігієни людьми і роботами розкривається в наступному діалозі, після того як Фрай питає Бендера: «А де в тебе туалет?»: 
Що?

— Туалет.

А що це?

— Ну, щоби сходити!

Куди сходити?

— А, неважливо…

За кілька днів Фрай, втомившись від дискомфорту, вирішує знайти інше житло, яке задовільнило би їх обох. Саме в цей час один з колег професора Фарнсворта помирає, що надає Фраю з Бендером можливість винайняти розкішну квартиру, в якій Бендер планує зайняти одежну комірчину. Святкуючи новосілля разом з друзями, вони збираються подивитися довгоочікувану сцену весілля з телесеріалу «Всі мої мікросхеми» на величезному телевізорі. Проте виявляється, що антена на голові Бендера створює завади для прийому передачі, через що господарка будинку Хетті Макдуґал просить Бендера піти. Фрай, натомість, лишається. Повернувшись до своєї квартири, почуваючись зрадженим і розбитим, Бендер відмовляється від алкоголю (що для нього є рівнозначним запоєві в людини) і зрештою наважується відрізати свою антену, щоби повернутися до Фрая.
Зрозумівши, що антена є вельми важливою для самоповаги Бендера, Фрай допомагає йому знайти і приладнати її назад, а потім повертається до його старого помешкання. Фрай висловлює сумніви, що мініатюрному салатному дереву, яке Ліла подарувала йому на новосілля, вистачить світла, на що Бендер зауважує, що у коморі є вікно. Раптово з'ясовується, що позаду бендерової «квартири» є «комора», яка за розмірами відповідає цілком прийнятній для життя людини кімнаті.

## Послідовність дії
Пиво, яке п'є Бендер, має назву «LöBrau». Таке саме пиво п'є Фрай перед тим, як упасти в кріогенну камеру в серії «Space Pilot 3000».

## Пародії, алюзії, цікаві факти
- Назва серії пародіює заголовок збірки оповідань Айзека Азімова «Я, робот».
- Одна з квартир, які оглядають Бендер із Фраєм, виглядає, як картина Моріца Ешера «Відносність»
- Зігнувши будильник Фрая і поклавши його на край столу, Бендер відтворює деталь відомої картини Сальвадора Далі «Постійність пам'яті».
- Сови, які риються в смітті коло входу до «Міжпланетного експреса» (а також помітні фактично скрізь у Новому Нью-Йорку), належать до виду північноамериканських плямистих сов, що були занесені до Червоного списку наприкінці 80-х років XX століття. Відповідно, до 3000 року плямисті сови не тільки перестали бути видом, що зникає, але й витіснили з фауни Нью-Йорка щурів, зайнявши їхнє місце.
- Популярний телесеріал «Всі мої мікросхеми» пародіює мильну оперу «Всі мої діти».
- Картина із зображенням банок напою «сьорб» на стіні квартири Бендера і Фрая намальована в стилі Енді Варгола.
- Гасло на стіні нової квартири Фрая і Бендера являє собою коротеньку програму мовою «Бейсик»:

```
10 HOME
20 SWEET
30 GOTO 10
```

Ця програма відтворює популярне в англомовному світі прислів'я «Home Sweet Home» («Удома найліпше»).
- Номер квартири Бендера — 00100100. Це двійковий код символу «$» у системі ASCII.
- Пошуки відрізаної антени Бендера поліцейськими Смітті та URL нагадують історію, що сталася у 1993 році в подружжі Боббіт і набула широкого розголосу: під час сімейної сварки Лорена Боббіт відрізала своєму чоловікові Джону Вейну пеніс і викинула його у вікно машини на ходу. Згодом пеніс пана Боббіта було знайдено і хірургічно повернено на місце (так само, як антену Бендера).
- «Салатні» (також відомі як «коктейльні») дерева існують у реальності: їх створюють шляхом прищеплення кількох споріднених видів рослин на одному дереві.